# Tom et Jerry : Élémentaire, mon cher Jerry
Pour les articles homonymes, voir Tom et Jerry (homonymie).
Pour plus de détails, voir Fiche technique et Distribution.
Tom et Jerry : Élémentaire, mon cher Jerry (Tom and Jerry Meet Sherlock Holmes) est un film d'animation américain réalisé par Spike Brandt et Jeff Siergey, sorti en 2010.  
Il met en scène les personnages Tom le chat et Jerry la souris. 

## Synopsis
Un voleur dérobe des bijoux aux environs de Scotland Yard, et laisse des indices impliquant Red, une jolie chanteuse. Tom et Jerry assistent Sherlock Holmes afin de démasquer le vrai coupable…

## Fiche technique
- Titre original : Tom and Jerry Meet Sherlock Holmes
- Titre français : Tom et Jerry : Élémentaire, mon cher Jerry
- Réalisation :  Spike Brandt et Tony Cervone
- Scénario : Earl Kress, d'après les personnages d'Arthur Conan Doyle
- Montage : Robert Birchard
- Musique : Michael Tavera
- Production : Bobbie Page, Spike Brandt et Tony Cervone
- Coproduction : Alan Burnett
- Production associée : Todd Popp
- Production exécutive : Sam Register
- Société de production : Warner Bros. Animation, Turner Entertainment
- Société de distribution : Warner Home Video
- Pays d’origine :  États-Unis
- Langue originale : Anglais
- Genre : Animation, comédie, policier
- Durée : 48 minutes
- Date de sortie :
  - États-Unis : 24 août 2010

## Distribution (voix originales)
- Michael York : Sherlock Holmes
- Malcolm McDowell : Le professeur Moriarty
- John Rhys-Davies : Le docteur Watson
- Grey DeLisle : Red
- Jeff Bergman : Butch / Droopy
- Phil LaMarr : Spike, le chien bouledogue / le policier
- Greg Ellis : Tin / le sergent
- Jess Harnell : Pan / Brett Jeremy
- Richard McGonagle : Ali
- Kath Soucie : Nibbles

## Distribution (voix françaises)
- Guy Chapellier : Sherlock Holmes
- Jean-Pierre Leroux : Le professeur Moriarty
- Vincent Grass : Le docteur watson
- Claire Guyot : Red
- Gerard Surugue : Droopy, le sergent
- Michel Vigné : Spike
- Michel Mella : Butch, le policier
- Patrice Dozier : Brett Jeremy
- Caroline Combes : Nebbles